# Carl Ludwig Rumpf
Carl Ludwig Rumpf (* 1. März 1811 in Pyrmont; † 14. Juli 1857 ebenda) war ein deutscher Weinhändler und Politiker.
Rumpf war der Sohn des Carl Rumpf (* 1775) und dessen Ehefrau Caroline geborene Siever. Er heiratete am 3. Dezember 1835 in Einbeck Julie Wiese (1810–1890). Rumpf war Weinhändler in Pyrmont.
1849 war er Abgeordneter im Spezial-Landtag für das Fürstentum Pyrmont. Im Parlament war er Vizepräsident. 1848 bis 1849 war er Deputierter für das Fürstentum Pyrmont im Landtag des Fürstentums Waldeck-Pyrmont.